# José Luis Fernández
Pour les articles homonymes, voir Fernandez.
José Luis Fernández est un joueur de football argentin né le 26 octobre 1987 à Buenos Aires. 
Il évolue aux postes de milieu gauche et d'ailier gauche.

## Carrière
- 2008-2010  :  Racing Club
- depuis 2011 :  Benfica
- → 2011-2012 :  Estudiantes (prêté par Benfica)
- → 2012 :  SC Olhanense (prêté par Benfica)
- → 2013 :  Godoy Cruz (prêté par Benfica)
- 2013- :  Godoy Cruz[2],[3]

## Palmarès

### En club
Avec Estudiantes :
- Champion d'Argentine (ouverture) en 2010

Avec Benfica :
- Vainqueur de la Coupe de la Ligue portugaise en 2011